# Euphonia affinis
Euphonia affinis là một loài chim trong họ Fringillidae.